# Brief Interviews with Hideous Men

Brief Interviews with Hideous Men est un film américain réalisé par John Krasinski, sorti en 2009.

## Synopsis
Sara, une étudiante, tente de se remettre de son chagrin d'amour en interviewant plusieurs hommes...

## Fiche technique
- Réalisation : John Krasinski
- Scénario : John Krasinski, d'après le recueil de nouvelles de David Foster Wallace
- Directeur de la photographie : John Bailey
- Montage : Zene Baker (en) et Rich Fox
- Casting : Kerry Barden, Billy Hopkins et Suzanne Smith
- Producteurs : Eva Kolodner, John Krasinski, Yael Melamede et James Suskin
- Producteurs associés : Thomas Fatoner, Chris Hayes, Dori Oskowitz et Michael Schur
- Producteur exécutif : George Paaswell
- Pays de production :  États-Unis
- Genre : Comédie dramatique
- Dates de sortie :
  - États-Unis : 19 janvier 2009 (présentation au festival de Sundance), 25 septembre 2009 (sortie limitée)

## Distribution
- Julianne Nicholson : Sara Quinn
- Ben Shenkman
- Timothy Hutton
- Chris Messina
- Will Arnett
- John Krasinski
- Will Forte
- Joey Slotnick
- Dominic Cooper
- Bobby Cannavale
- Christopher Meloni
- Frankie Faison
- Lucy Gordon
- Glenn Fitzgerald
- Rashida Jones

## Autour du film
- Première réalisation de John Krasinski, connu grâce au rôle de Jim Halpert dans The Office.